# Feuerwehr in Niedersachsen

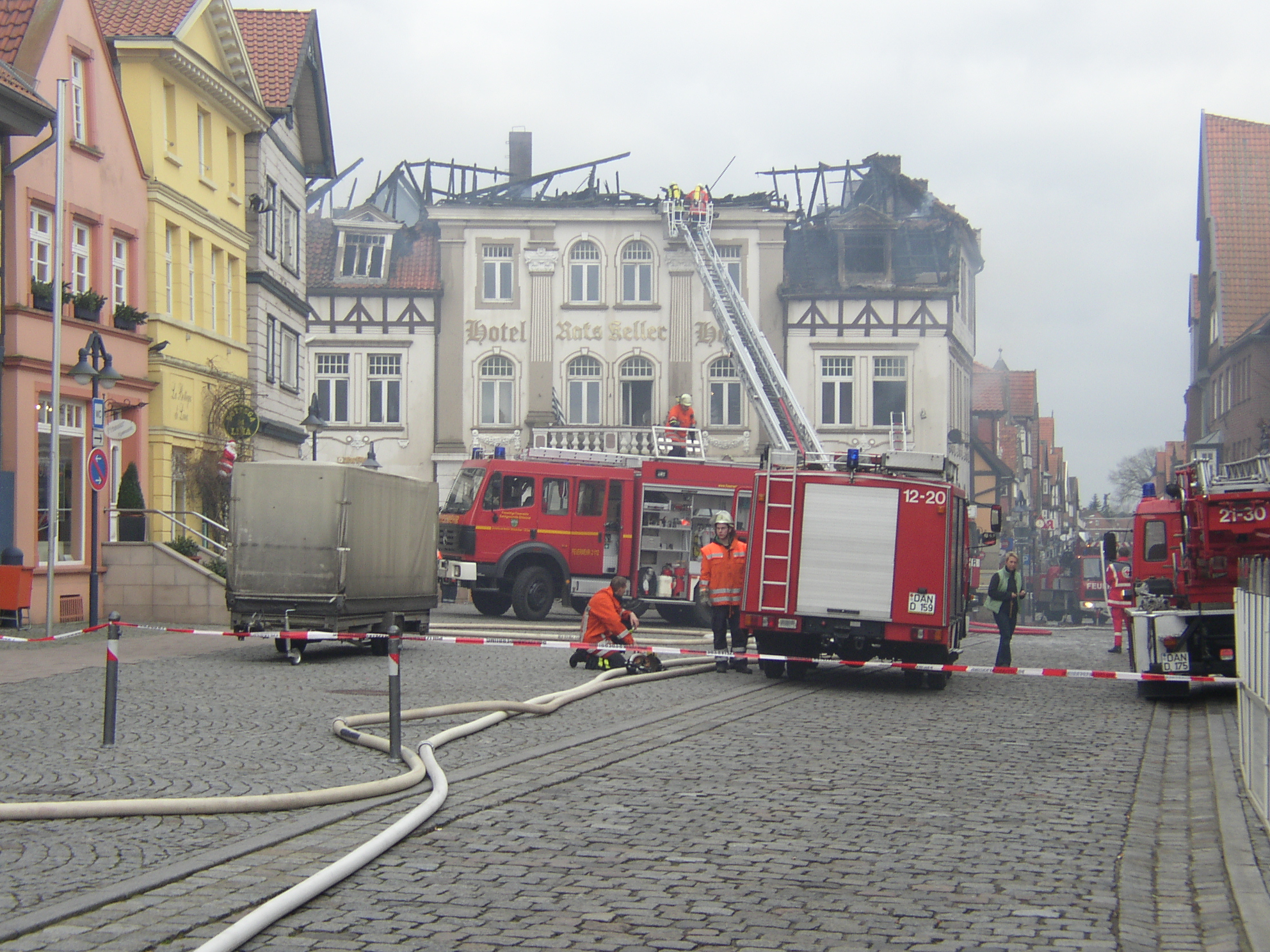
Feuerwehr im Einsatz in Dannenberg (Elbe), 2007

Die Feuerwehr in Niedersachsen umfasst die öffentlichen und privaten Feuerwehren in Niedersachsen, ihre Aufgaben, Organisation, Ressourcen und Tätigkeiten. Gesetzliche Grundlage des Feuerwehrwesens ist das Niedersächsische Gesetz über den Brandschutz und die Hilfeleistung der Feuerwehr (NBrandSchG), die für die gemeindlichen Feuerwehren durch eine Feuerwehrverordnung ergänzt wird.

## Aufgaben und Organisation

### Art und Anzahl der Feuerwehren
Das NBrandSchG unterscheidet zwischen gemeindlichen Feuerwehren (in der Form einer Berufsfeuerwehr, Freiwilligen Feuerwehr oder Pflichtfeuerwehr) und Werkfeuerwehren. Die gemeindlichen Feuerwehren eines Kreises bilden gemeinsam mit der Feuerwehrtechnischen Zentrale die Kreisfeuerwehr.
In allen niedersächsischen Kommunen (Städte und Gemeinden) existieren Freiwillige Feuerwehren, von denen (mit Ausnahme der Ostfriesischen Inseln) alle in Ortsfeuerwehren unterteilt sind. Sie werden nach ihrer Leistungsfähigkeit unterschieden in:
| Bezeichnung                | Mindeststärke                             | Mindestausstattung |
| -------------------------- | ----------------------------------------- | --- |
| Grundausstattungsfeuerwehr | eine Gruppe                               | ein Löschfahrzeug mit Staffelbesatzung                                                                                        |
| Stützpunktfeuerwehr        | eine Gruppe und ein Selbstständiger Trupp | ein Löschfahrzeug mit Gruppenbesatzung und ein Feuerwehrfahrzeug mit Truppbesatzung                                           |
| Stützpunktfeuerwehr        | zwei Staffeln                             | zwei Löschfahrzeuge mit Staffelbesatzung                                                                                      |
| Schwerpunktfeuerwehr       | ein Zug                                   | ein Einsatzleitfahrzeug und zwei Löschfahrzeuge mit Gruppenbesatzung                                                          |
| Schwerpunktfeuerwehr       | ein Zug                                   | ein Einsatzleitfahrzeug, ein Löschfahrzeug mit Gruppenbesatzung und je ein Feuerwehrfahrzeug mit Staffel- bzw. Truppbesatzung |
| Schwerpunktfeuerwehr       | ein Zug                                   | ein Einsatzleitfahrzeug, ein Löschfahrzeug mit Gruppenbesatzung und drei Feuerwehrfahrzeuge mit Truppbesatzung                |

Die Gemeinden und Städte sind grundsätzlich dazu verpflichtet, mindestens eine Stützpunktfeuerwehr einzurichten, bei bis zu zehn Ortsfeuerwehren zwei und bei mehr soll jede fünfte Ortsfeuerwehr eine sein. Ab 15.000 Einwohnern muss sich darunter eine Schwerpunktfeuerwehr befinden. Ende 2022 existierten insgesamt 3.187 (2021: 3.193) Ortsfeuerwehren, davon 2.096 mit Grundausstattung, 872 Stützpunkte und 217 Schwerpunkte.
Nach § 9 NBrandSchG sind Städte mit mehr als 100.000 Einwohnern dazu verpflichtet, eine Berufsfeuerwehr aufzustellen. Dies betrifft (Stand: 2022) die folgenden Großstädte:
- Hannover (Feuerwehr Hannover)
- Braunschweig (Feuerwehr Braunschweig)
- Oldenburg (Feuerwehr Oldenburg)
- Osnabrück (Feuerwehr Osnabrück)
- Wolfsburg (Feuerwehr Wolfsburg)
- Göttingen (Feuerwehr Göttingen)
- Salzgitter (Feuerwehr Salzgitter)
- Hildesheim (Feuerwehr Hildesheim)

Darüber hinaus wurde auch in Delmenhorst (Feuerwehr Delmenhorst), Wilhelmshaven (Feuerwehr Wilhelmshaven) und Cuxhaven (Feuerwehr Cuxhaven) je eine Berufsfeuerwehr eingerichtet.
Alternativ können die ehrenamtlichen Kräfte durch eine sogenannte Hauptberufliche Wachbereitschaft (HWB) entlastet werden. Dies ist derzeit in Emden, Hameln und Lüneburg der Fall.

### Arten und Zahl der Feuerwehreinsätze
Im Jahr 2022 rückten die niedersächsischen Feuerwehren zu 23.681 (2021: 19.004) Bränden, 72.819 (2021: 53.631) Technischen Hilfeleistungen, 17.514 (2021: 14.658) Fehlalarmen sowie zu 290.027 (2021: 249.228) rettungsdienstlichen Einsätzen und sonstigen Hilfeleistungen aus.

### Zuständigkeiten
Nach dem Brandschutzgesetz sind die Gemeinden für den abwehrenden Brandschutz und die Hilfeleistung in ihrem Gebiet verantwortlich.
Die Kreise sind für übergemeindliche Aufgaben verantwortlich, z. B. für Einsatz und Übungen der Kreisfeuerwehr oder für das Vorhalten von Feuerwehrbereitschaften, einer Leitstelle und einer Feuerwehrtechnischen Zentrale. Außerdem obliegt den Kreisen ein Teil der Ausbildung und die Leistungsüberprüfung der Freiwilligen Feuerwehren und der Pflichtfeuerwehren.
Das Land Niedersachsen ist für die zentralen Aufgaben des Brandschutzes und der Hilfeleistung verantwortlich, insbesondere die Ausbildung (an der Niedersächsischen Akademie für Brand- und Katastrophenschutz) und das Erarbeiten von landesweiten Vorgaben im Feuerwehrwesen. Außerdem obliegen dem Land die Bekämpfung von Schiffsbränden und die Hilfeleistung auf Schiffen.

### Verbände
In den 46 Kreisen und kreisfreien Städten Niedersachsens gibt es 55 Kreisfeuerwehrverbände. Spitzenverband der niedersächsischen Feuerwehren ist der Landesfeuerwehrverband Niedersachsen e. V. mit Sitz in Hannover, der neben den Vertretungen der Freiwilligen Feuerwehren auch Landesgruppen der Berufsfeuerwehren, Werkfeuerwehren und weiterer korporativer Mitglieder umfasst.

### Weitere Organisationen

#### Unfallversicherung
Zuständige Feuerwehr-Unfallkasse ist die Feuerwehr-Unfallkasse Niedersachsen mit Sitz in Hannover. Nach eigenen Angaben ist sie mit mehr als 210.000 Versicherten Deutschlands größte Feuerwehr-Unfallkasse.

#### Feuerwehrmuseen
In Niedersachsen gibt es mehrere örtliche Feuerwehrmuseen (siehe auch Liste von Feuerwehrmuseen), unter anderem an folgenden Orten:
- Dannenberg (Elbe)
- Hannover (Feuerwehrmuseum Hannover)
- Marxen (Feuerwehrmuseum Marxen)
- Salzbergen
- Zeven.

## Personal
Ende des Jahres 2022 waren in den Freiwilligen Feuerwehren 130.622 (2021: 129.845) ehrenamtliche Mitglieder aktiv, der Frauenanteil betrug 14,2 %. Hinzu kamen 2.789 (2021: 2.701) hauptamtliche Kräfte, die in den Berufsfeuerwehren oder hauptberuflichen Wachbereitschaften angestellt waren. Außerdem verfügten die Werkfeuerwehren über 4.543 (2021: 4.686) Feuerwehrmänner und -frauen, von denen 776 (2021: 740) hauptberuflich tätig waren.

### Ausbildung
Die Ausbildung richtet sich im Grundsatz nach den gleichen Vorgaben wie in anderen Bundesländern nach der der Feuerwehr-Dienstvorschrift 2.

#### Grundausbildung und Ausbildung auf Kreisebene
Die Grundausbildung (Truppmannausbildung) und einige technische Lehrgänge (z. B. Maschinist, Sprechfunk, Atemschutzgeräteträger) können von den Landkreisen/kreisfreien Städten und den Städten mit Berufsfeuerwehr durchgeführt werden.

#### Landesfeuerwehrschule
Das Niedersächsische Landesamt für Brand- und Katastrophenschutz (NLBK) ist die Landesfeuerwehrschule für das Land Niedersachsen. Sie hält am Standort Loy (Rastede) rund 90 und am Standort Celle rund 260 Lehrgangsplätze vor. An Letzterem befindet sich zudem die bundesweit zuständige Zentralprüfstelle für Feuerlöschschläuche sowie die für Niedersachsen zuständige Abnahmestelle für kommunale Feuerwehrfahrzeuge.

#### „Feuerwehrführerschein“
Auch in Niedersachsen gibt es den sog. „Feuerwehrführerschein“, der Inhabern der Fahrerlaubnis der Klasse B die Möglichkeit eröffnet, Fahrzeuge mit einer zulässigen Gesamtmasse bis zu 4,75 Tonnen oder 7,5 Tonnen zu führen.

### Dienstgrade
Die Dienstgrade werden nach einer Kombination von Ausbildung (erfolgreich besuchte Lehrgänge) und Erfahrung (absolvierte Dienstzeit) vergeben. Die genauen Bestimmungen für die Freiwilligen Feuerwehren sind in § 6 der Feuerwehrverordnung geregelt. Dienstgrade, die an eine bestimmte Funktion gebunden sind, bleiben erhalten, auch wenn die Funktion nicht mehr ausgeübt wird. Die Dienstgradabzeichen sind identisch mit den Dienstgradabzeichen der Feuerwehr in Schleswig-Holstein.

### Jugend- und Kinderfeuerwehr
Wesentliches Instrument der Nachwuchsgewinnung sind die Jugendfeuerwehren (10–18 Jahre) und die Kinderfeuerwehren (6–12 Jahre).
Ende 2022 waren in den 1.877 Jugendfeuerwehren 29.865 (2021: 28.772 in 1.868) Jungen und Mädchen und weitere 17.534 in 1.093 (2021: 15.818 in 1.047) Kinderfeuerwehren aktiv. Interessenvertretung der Jugendfeuerwehren ist der Verein „Niedersächsische Jugendfeuerwehr e. V.“ im Landesfeuerwehrverband.

## Technische Ressourcen

### Fahrzeuge
Ende 2022 verfügten die niedersächsischen Feuerwehren über 5.128 Löschfahrzeuge (darunter 1.669 Tragkraftspritzenfahrzeuge), 1.006 Einsatzleitwagen, 238 Hubrettungsfahrzeuge, 683 Rüst- und Gerätewagen, 123 Schlauchwagen, 229 Rettungsfahrzeuge sowie 3.346 andere Fahrzeuge.

### Leitstellen, Alarmierung und Funk
Die Feuerwehreinsätze werden von 34 Rettungsleitstellen koordiniert, von denen die einige kreisübergreifend (Leitstellen Braunschweig, Friesland-Wilhelmshaven, Göttingen, Hameln, Hildesheim, Oldenburg, Osnabrück, Ostfriesland, Schaumburg, Emden) arbeiten. Die Leitstellen Oldenburg und Hameln koordinieren neben Rettungsdienst, Feuerwehr und Katastrophenschutz auch die Polizei.
Seit August 2014 steht der digitale BOS-Funk in ganz Niedersachsen für den Alltagsbetrieb zur Verfügung. „Autorisierte Stelle“ für den BOS-Digitalfunk in Niedersachsen ist die Zentrale Polizeidirektion Niedersachsen.

### Kleidung und Kennzeichnung
Aussehen und Beschaffenheit der Einsatzkleidung (Schutzkleidung) und Dienstkleidung sind in Anlage 3 und 4 der Feuerwehrverordnung geregelt.

#### Einsatzkleidung und Kennzeichnung
Die Beschaffenheit der Einsatzkleidung richtet sich im Wesentlichen nach den einschlägigen europäischen Normen. Die Farbe der Einsatzjacken ist nicht vorgeschrieben, getragen wird sowohl orange-rote als auch blau-schwarze oder sandfarbene Einsatzkleidung.
Die Einsatzkleidung trägt keine Kennzeichnung des Dienstgrades, wohl aber der Funktion (Helmkennzeichnung und Funktionswesten nach Anlage 8 der Feuerwehrverordnung).

#### Dienstkleidung
Für die Dienstkleidung sind eine dunkelblaue Uniformjacke und Schildmütze vorgeschrieben. Diese werden gemeinsam mit hellblauem Hemd oder Bluse, dunkelblauer Krawatte, schwarzer Tuchhose oder Rock und schwarzen Schuhen getragen. An der Dienstkleidung werden sowohl Dienstgradabzeichen (nach Anlage 6 der Feuerwehrverordnung) als auch Funktionsabzeichen (nach Anlage 7 der Feuerwehrverordnung) und Ehrenzeichen getragen. Alternativ sind auch Pullover, Strickjacke, Weste und Cargohose erlaubt.